# John Fabyan Parrott

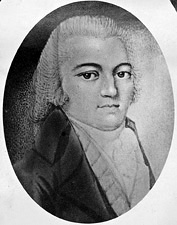
John Fabyan Parrott

John Fabyan Parrott (* 8. August 1767 in Portsmouth, New Hampshire Colony; † 9. Juli 1836 in Greenland, New Hampshire) war ein US-amerikanischer Politiker (Demokratisch-Republikanische Partei), der den Bundesstaat New Hampshire in beiden Kammern des Kongresses vertrat.
John Fabyan Parrott war der Sohn von John Parrott, einem Händler und Schiffskapitän. Er trat beruflich in die Fußstapfen seines Vaters und betrieb Handel in Europa sowie in der Karibik. Durch das 1807 von US-Präsident Thomas Jefferson erlassene Handelsembargo konnte er diesen Beruf nicht mehr ausüben.
In der Folge schlug Parrott eine politische Laufbahn ein. Er gehörte von 1809 bis 1814 dem Repräsentantenhaus von New Hampshire an und hatte zahlreiche Ämter auf lokaler Ebene inne. 1812 bewarb er sich erstmals um einen Sitz im Repräsentantenhaus der Vereinigten Staaten, allerdings erfolglos. Zwei Jahre später wurde er aber in den Kongress gewählt; als Abgeordneter verblieb er dort vom 4. März 1817 bis zum 3. März 1819. Unmittelbar darauf wechselte er innerhalb des Kongresses in den US-Senat, wo er eine sechsjährige Amtsperiode bis zum 3. März 1825 verbrachte. Nach der Aufsplittung der Democratic Republicans schloss er sich der Faktion um John Quincy Adams und Henry Clay an, aus der später die National Republican Party hervorging.
Nach dem Ende seiner Zeit im Kongress wurde Parrott 1826 zunächst Postmeister in Portsmouth. Außerdem saß er von 1830 bis 1831 im Senat von New Hampshire. Er starb 1836 in Greenland und wurde auf dem Friedhof des Anwesens seiner Familie beigesetzt. Sein Sohn Robert wurde ein erfolgreicher Erfinder und entwickelte das Parrott-Artilleriegeschütz.